# Lomographa angelica
Lomographa angelica là một loài bướm đêm trong họ Geometridae.